# Bezpłatna Komunikacja Miejska w Żorach
Bezpłatna Komunikacja Miejska w Żorach (BKM) została uruchomiona 1 maja 2014. Początkowo było 7 linii autobusowych, a od 2019 została uruchomiona dodatkowa linia nr 8. Wszystkie linie zaczynają się w centrum przesiadkowym. Mottem przewodnim BKM jest: "Nie kombinuj. Jedź za darmo!"
Przed wprowadzeniem BKM na terenie miasta kursowało 12 linii Międzygminnego Związku Komunikacyjnego, z których obecnie pozostało 6. Zapewniają one komunikację z sąsiednimi gminami.

## Linie[3]
01 „Prawookrężna”: Centrum Przesiadkowe – Osińska – Wolontariuszy – Żołnierzy Września – Dąbrowskiego – Centrum Przesiadkowe
02 „Lewookrężna”: Centrum Przesiadkowe – Dąbrowskiego – Żołnierzy Września – Wolontariuszy – Osińska – Centrum Przesiadkowe
03 Osiny ul. Główna – Centrum Przesiadkowe – Kleszczówka
04 Al. Jana Pawła II – Bajerówka – Rybnicka – Centrum Przesiadkowe – Kleszczówka
05 Al. Jana Pawła II – Bajerówka – Centrum Przesiadkowe – Wodzisławska – Os. Gwarków – Boguszowicka / Świerklany Dolne / Kopalnia Jankowice
06 Pukowca – Al. Jana Pawła II – Centrum Przesiadkowe – Kleszczówka – Miasteczko Westernowe
07 Francuska – Al. Zjedn. Europy – Dąbrowskiego – Centrum Przesiadkowe – Jasna
08 Al. Jana Pawła II – Al. Zjedn. Europy – Centrum Przesiadkowe – Wygoda – Rybnicka